# Community centre

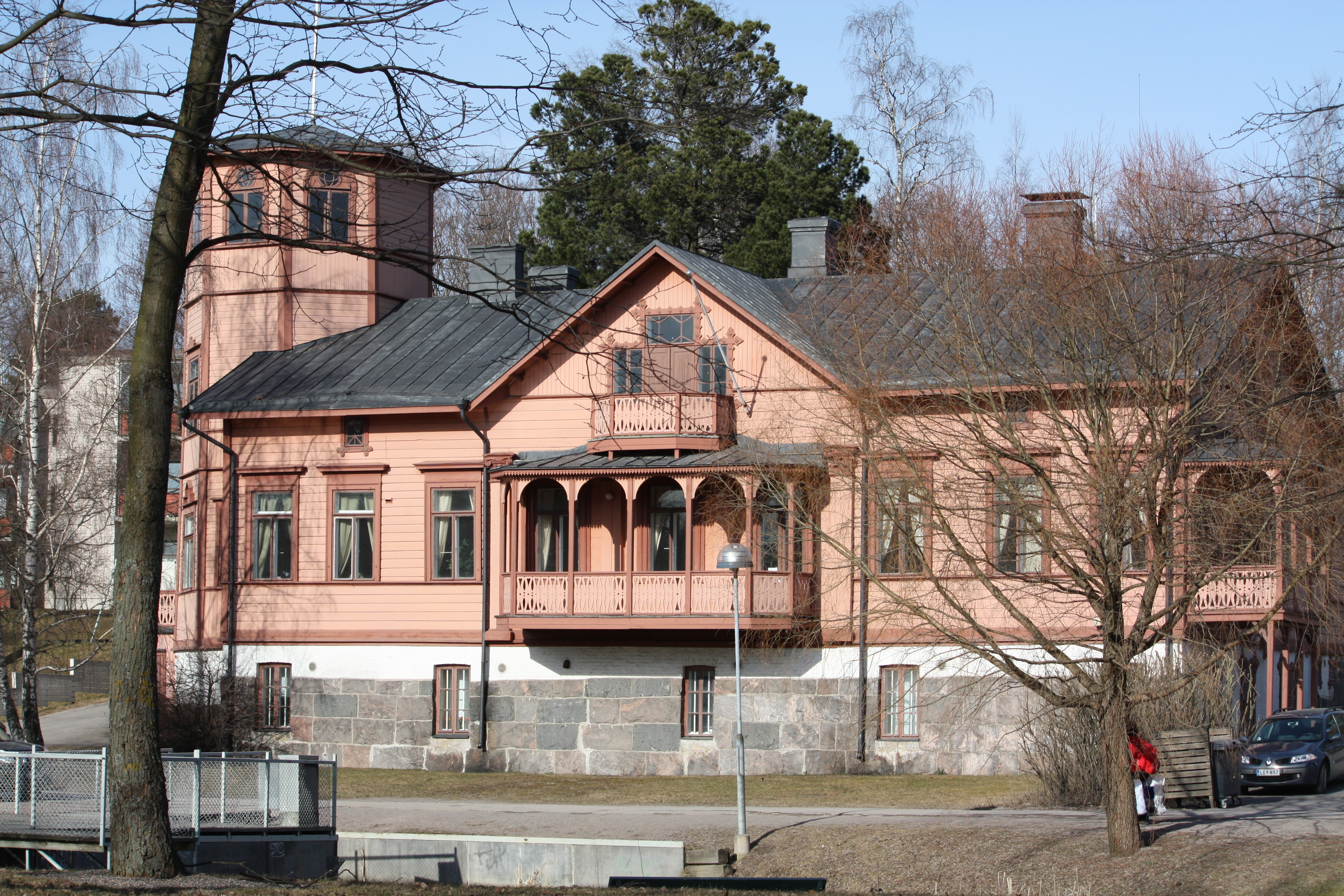
Åggelby societetshus i Åggelby i Helsingfors, ett finländskt invånarhus

Community centre är ett begrepp som ibland används i Sverige för offentliga samlings- och gemenskapslokaler, bland annat för sådana som är av något annat slag än bygdegårdar, medborgarhus, societetshus, fritidsgård, allaktivitetshus och kulturhus. I Finland ligger det nära begreppet invånarhus. I mer ambitiös form närmar sig begreppet community centre begreppet grannskapsenhet, som omfattar ett (något större) område med gemensam service i en stadsdel.
Ett Community Centre kan ha olika utformning. Inom Stockholms stad används begreppet för kommunalt stödda ungdomsinriktade lokaler. Östberga Community Center i Östberga i Stockholm, startade hösten 2014 för att var en plats, där unga vuxna i Östberga skulle få hjälp till arbete och utbildning, men kom att utvecklas till att bli en social mötesplats, fram till dess det lades ned 2018 och ersattes av Östberga kulturhus.
I Stockholm inrättades 2008 också Tensta Community Center, vilket är inriktat på ungdomar i åldern 16–20 år i stadsdelsområdet. Det har drivits av Stockholms stads utbildningsförvaltning fram till 2018, då driften övertogs av Spånga-Tensta stadsdelsförvaltning, Rinkeby-Kista stadsdelsnämnd har planerat[?] att också öppna Community Centers i Husby och Rinkeby.[uppföljning saknas]
Syftet med dessa är att öka delaktigheten i samhället, till exempel läxhjälp, rådgivning, samhällsinformation, föräldrautbildning och andra kurser.
En hemgård kan i någon mån sägas vara en svensk version av ett community centre, och bygger på liknande idéer om grannskap och lokal gemenskap.